# Michal Beran
Michal Beran, né le 22 août 2000 en Tchéquie, est un footballeur tchèque qui évolue au poste de milieu offensif au Bohemians 1905.

## Biographie

### Carrière en club
Michal Beran commence sa carrière professionnelle au Slovan Liberec.
Le 27 juillet 2020 il s'engage en faveur du SK Slavia Prague. Il est prêté dans la foulée au Slovan Liberec jusqu'à la fin de l'année et arrive au Slavia en janvier 2021. Il joue son premier match sous ses nouvelles couleurs le 16 janvier 2021, lors d'une rencontre de championnat face au SK Sigma Olomouc. Il entre en jeu lors de cette rencontre remportée par son équipe sur le score de trois buts à un.
À l'issue de cette saison 2020-2021 le Slavia est sacré champion de Tchéquie, il glane donc le premier titre de sa carrière.
En juin 2021, Beran est prêté pour une saison au FK Pardubice. Peu convaincant avec le FK Pardubice, son contrat de prêt est résilié en janvier et il est prêté dans la foulée au Bohemians 1905 pour une saison et demie. Il revient dans un club où il a déjà joué avec les équipes de jeunes.

### En sélection
Michal Beran fête sa première sélection avec l'équipe de Tchéquie espoirs le 2 septembre 2020, face à Saint-Marin. Ce match gagné 0-6 rentre dans le cadre des éliminatoires de l'Euro espoirs 2021.

## Palmarès
Slavia Prague
- Championnat de Tchéquie (1) :
  - 2020-21.